# پیام پارسا
پیام پارسا (زادهٔ ۳۰ تیر ۱۳۸۱ در آبادان) بازیکن فوتبال اهل ایران است که در پست دروازه‌بان برای باشگاه فوتبال مس رفسنجان در لیگ برتر خلیج فارس بازی می‌کند.